# 7e étape du Tour de France 2006

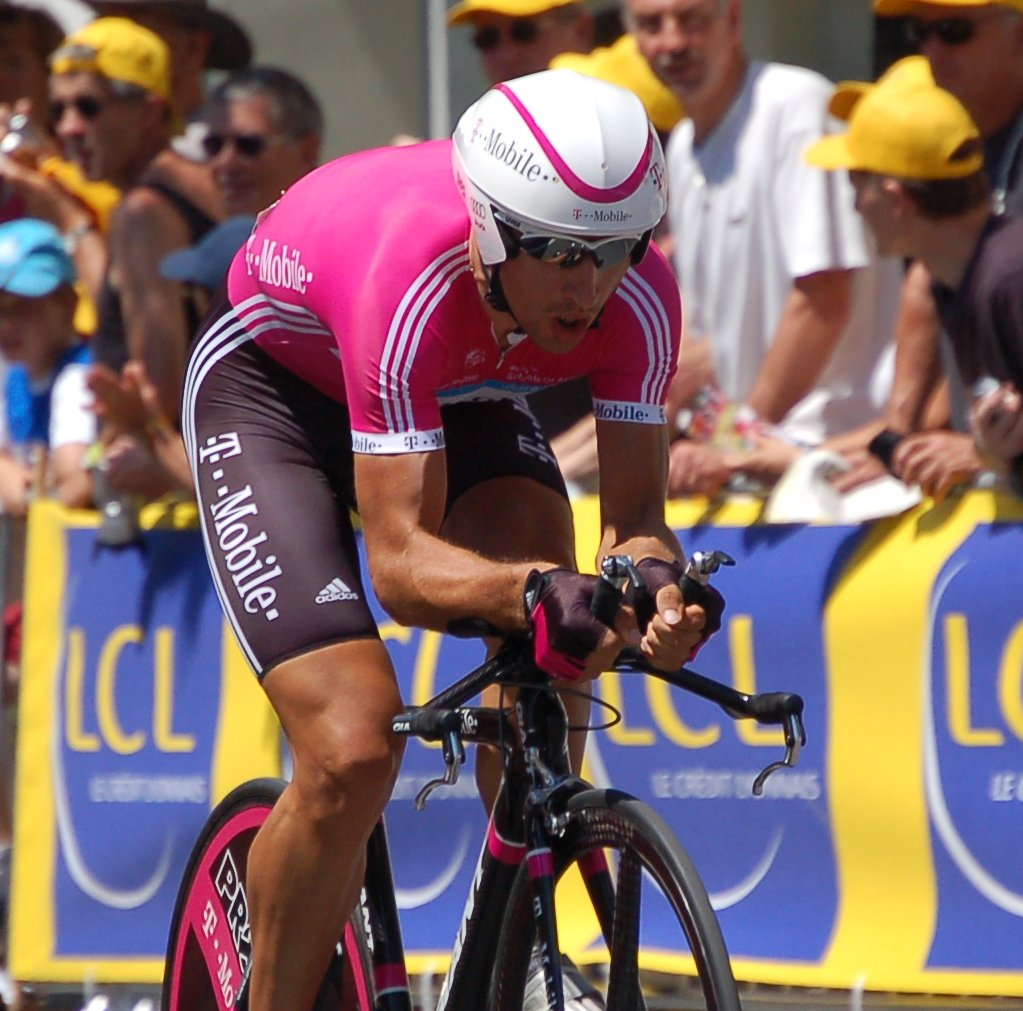
L'ukrainien Serhiy Honchar, vainqueur de l'étape.

La 7e étape du Tour de France 2006 s'est déroulée le 8 juillet entre Saint-Grégoire et Rennes. Il s'agissait du premier contre-la-montre individuel de cette édition.

## Récit
Lors de cette étape, les favoris ont pu se montrer pour la première fois. C'est l'Ukrainien Serhiy Honchar, spécialiste des épreuves chronométrées, qui l'emporte de façon très large avec plus d'une minute d'avance sur le second, l'Américain Floyd Landis. Ensuite, les écarts sont assez minimes, même si on peut noter que certains grands favoris tel George Hincapie (24e à 2 min 42 s) et surtout Levi Leipheimer (96e à 6 min 05 s) et Damiano Cunego (106e à 6 min 23 s), ont visiblement raté leur premier rendez-vous, et sans doute leurs chances de victoire finale.
Au contraire, Christophe Moreau, qui est désormais plus un grimpeur qu'un rouleur, a réalisé un bon contre-la-montre (15e à 2 min 03 s, et premier Français) ce qui lui permet de remonter à la 12e place au classement général.
Enfin, l'Américain Bobby Julich, qui faisait figure de leader de la Team CSC après la mise hors-course d'Ivan Basso, est contraint à l'abandon à cause d'une chute survenue dans les premiers kilomètres.

## Classement de l'étape
| \| 1. \| Serhiy Honchar \| Ukraine \| en \| 1 h 01 min 43 s \| \| 2. \| Floyd Landis \| États-Unis \| + \| 1 min 01 s \| \| 3. \| Sebastian Lang \| Allemagne \| \| 1 min 04 s \| \| 4. \| Michael Rogers \| Australie \| \| 1 min 24 s \| \| 5. \| Gustav Larsson \| Suède \| \| 1 min 34 s \| \| 6. \| Patrik Sinkewitz \| Allemagne \| \| 1 min 39 s \| \| 7. \| Markus Fothen \| Allemagne \| \| 1 min 42 s \| \| 8. \| Andreas Klöden \| Allemagne \| \| 1 min 43 s \| \| 9. \| Denis Menchov \| Russie \| \| 1 min 44 s \| \| 10. \| Joost Posthuma \| Pays-Bas \| \| 1 min 45 s \| \| 11. \| Cadel Evans \| Australie \| \| 1 min 49 s \| \| 12. \| Vladimir Karpets \| Russie \| \| 1 min 51 s \| \| 13. \| David Zabriskie \| États-Unis \| \| 1 min 56 s \| \| 14. \| Matthias Kessler \| Allemagne \| \| 2 min 02 s \| \| 15. \| Christophe Moreau \| France \| \| 2 min 03 s \| |                   |            |    |                 |
| 1. | Serhiy Honchar    | Ukraine    | en | 1 h 01 min 43 s |
| 2. | Floyd Landis      | États-Unis | +  | 1 min 01 s      |
| 3. | Sebastian Lang    | Allemagne  |    | 1 min 04 s      |
| 4. | Michael Rogers    | Australie  |    | 1 min 24 s      |
| 5. | Gustav Larsson    | Suède      |    | 1 min 34 s      |
| 6. | Patrik Sinkewitz  | Allemagne  |    | 1 min 39 s      |
| 7. | Markus Fothen     | Allemagne  |    | 1 min 42 s      |
| 8. | Andreas Klöden    | Allemagne  |    | 1 min 43 s      |
| 9. | Denis Menchov     | Russie     |    | 1 min 44 s      |
| 10. | Joost Posthuma    | Pays-Bas   |    | 1 min 45 s      |
| 11. | Cadel Evans       | Australie  |    | 1 min 49 s      |
| 12. | Vladimir Karpets  | Russie     |    | 1 min 51 s      |
| 13. | David Zabriskie   | États-Unis |    | 1 min 56 s      |
| 14. | Matthias Kessler  | Allemagne  |    | 2 min 02 s      |
| 15. | Christophe Moreau | France     |    | 2 min 03 s      |

## Classement général
| \| 1. \| Serhiy Honchar \| Ukraine \| en \| 30 h 23 min 20 s \| \| 2. \| Floyd Landis \| États-Unis \| + \| 1 min 00 s \| \| 3. \| Michael Rogers \| Australie \| \| 1 min 08 s \| \| 4. \| Patrik Sinkewitz \| Allemagne \| \| 1 min 45 s \| \| 5. \| Markus Fothen \| Allemagne \| \| 1 min 50 s \| \| 6. \| Andreas Klöden \| Allemagne \| \| 1 min 50 s \| \| 7. \| Vladimir Karpets \| Russie \| \| 1 min 52 s \| \| 8. \| Cadel Evans \| Australie \| \| 1 min 52 s \| \| 9. \| Denis Menchov \| Russie \| \| 2 min 00 s \| \| 10. \| David Zabriskie \| États-Unis \| \| 2 min 03 s \| \| 11. \| Matthias Kessler \| Allemagne \| \| 2 min 03 s \| \| 12. \| Christophe Moreau \| France \| \| 2 min 07 s \| |                   |            |    |                  |
| 1. | Serhiy Honchar    | Ukraine    | en | 30 h 23 min 20 s |
| 2. | Floyd Landis      | États-Unis | +  | 1 min 00 s       |
| 3. | Michael Rogers    | Australie  |    | 1 min 08 s       |
| 4. | Patrik Sinkewitz  | Allemagne  |    | 1 min 45 s       |
| 5. | Markus Fothen     | Allemagne  |    | 1 min 50 s       |
| 6. | Andreas Klöden    | Allemagne  |    | 1 min 50 s       |
| 7. | Vladimir Karpets  | Russie     |    | 1 min 52 s       |
| 8. | Cadel Evans       | Australie  |    | 1 min 52 s       |
| 9. | Denis Menchov     | Russie     |    | 2 min 00 s       |
| 10. | David Zabriskie   | États-Unis |    | 2 min 03 s       |
| 11. | Matthias Kessler  | Allemagne  |    | 2 min 03 s       |
| 12. | Christophe Moreau | France     |    | 2 min 07 s       |

## Classements annexes
| Classement     | Coureur       | Équipe           | Total |
| -------------- | ------------- | ---------------- | ----- |
| Points         | Robbie McEwen | 157 pts          |       |
| Montagne       | Jérôme Pineau | 28 pts           |       |
| équipe         | T-Mobile      | 91 h 13 min 00 s |       |
| meilleur jeune | Markus Fothen | 30 h 25 min 10 s |       |

## Chronos intermédiaires
1er chrono intermédiaire à Gévezé (16,5 km)
| Premier   | Serhiy Honchar   | 19 min 37 s |
| Second    | Floyd Landis     | + 17 s      |
| Troisième | Andreas Klöden   | + 22 s      |
| Quatrième | Markus Fothen    | + 29 s      |
| Cinquième | Denis Menchov    | + 30 s      |
| Sixième   | Patrik Sinkewitz | + 31 s      |
| Septième  | David Zabriskie  | + 37 s      |
| Huitième  | Eddy Mazzoleni   | + 38 s      |
| Neuvième  | Cadel Evans      | + 38 s      |
| Dixième   | Vladimir Karpets | + 42 s      |

2e chrono intermédiaire à L'Hermitage (36,5 km)
| Premier   | Serhiy Honchar      | 43 min 50 s  |
| Second    | Floyd Landis        | + 42 s       |
| Troisième | Denis Menchov       | + 1 min 03 s |
| Quatrième | Gustav Erik Larsson | + 1 min 03 s |
| Cinquième | Sebastian Lang      | + 1 min 11 s |
| Sixième   | Andreas Klöden      | + 1 min 15 s |
| Septième  | Michael Rogers      | + 1 min 16 s |
| Huitième  | Joost Posthuma      | + 1 min 19 s |
| Neuvième  | Eddy Mazzoleni      | + 1 min 20 s |
| Dixième   | Markus Fothen       | + 1 min 22 s |

3e chrono intermédiaire à Rennes (46,3 km)
| Premier   | Serhiy Honchar      | 55 min 09 s  |
| Second    | Floyd Landis        | + 57 s       |
| Troisième | Sebastian Lang      | + 1 min 12 s |
| Quatrième | Michael Rogers      | + 1 min 23 s |
| Cinquième | Gustav Erik Larsson | + 1 min 27 s |
| Sixième   | Denis Menchov       | + 1 min 29 s |
| Septième  | Markus Fothen       | + 1 min 34 s |
| Huitième  | Andreas Klöden      | + 1 min 35 s |
| Neuvième  | Patrik Sinkewitz    | + 1 min 37 s |
| Dixième   | Joost Posthuma      | + 1 min 40 s |